# The Book of Taliesyn
The Book of Taliesyn drugi je studijski album britanskog hard rock sastava Deep Purple, kojeg u Americi 1968. objavljuje diskografska kuća  'Tetragrammaton', a u Velikoj Britaniji 1969. godine 'Harvest Records'.
Materijal na albumu nastavlja prikazivati psihodelični i progresivni 'Purpleov' zvuk, međutim ipak nekoliko skladbi na albumu prikazuje njihov novi zvuk, koji će biti snimljen na albumu In Rock.
Album je objavljen u tri verzije omota; 'Kentucky Woman' originalno od Neila Diamonda, 'We Can Work It Out' od the Beatlesa i 'River Deep Mountain High' od Ikea i Tine Turner.

## Umjetnički rad
Ilustracija omota albuma, koji je prikazan u infookviru autorsko je djelo Johna Vernona Lorda, koji slučajno dijeli ime s njihovim klavijaturistom Jonom Lordom. 'The Book of Taliesyn', jedino je Vernonovo djelo koje je dizajnirao za nekog izvođača i prema izvorima 'Deep Purplea', originalni crtež nikad im nije vratio.
Vernon u knjizi Drawing upon Drawing, govori; "Agent mi je rekao da je umjetnički direktor tražio naslov 'fantasy Arthurian touch' i tiskana slova koja bi uključila imena glazbenika na naslovu. Ja sam glavninu izvukao iz knjige 'The Book of Taliesin', koja je zbirka pjesama, a govori se da ju je napisao u šestom stoljeću Welsh bard Taliesin."
Naknadu za taj posao, naplatio je 30£ (od kojih 25£ ide agentu). John Vernon Lord, od nedavno je profesor ilustracije na 'University of Brighton'.

## Popis pjesama
1. "Listen, Learn, Read On" (Rod Evans, Ritchie Blackmore, Jon Lord, Ian Paice) – 4:05
2. "Wring That Neck" (originalan naslov "Hard Road" u SAD-u) (Blackmore, Nick Simper, Lord, Paice) – 5:13
3. "Kentucky Woman" (Neil Diamond) – 4:44
4. a) "Exposition" (Blackmore, Simper, Lord, Paice) 
 b) "We Can Work It Out" (John Lennon, Paul McCartney) – 7:06
5. "Shield" (Evans, Blackmore, Lord) – 6:06
6. "Anthem" (Evans, Lord) – 6:31
7. "River Deep - Mountain High" (Jeff Barry, Ellie Greenwich, Phil Spector) – 10:12

### Bonus pjesme na CD reizdanju
1. "Oh No No No" (studio outtake) (Mike Leander, Leon Russell) – 4:25
2. "It's All Over" (BBC Top Gear Session) (King, Bert Berns) – 4:14
3. "Hey Bop a Re Bop" (BBC Top Gear Session) (Evans, Blackmore, Lord, Paice) – 3:31
4. "Wring That Neck" (BBC Top Gear Session) (Blackmore, Simper, Lord, Paice) – 4:42
5. "Playground" (studio outtake 18. kolovoza 1969.) (Blackmore, Simper, Lord, Paice) – 4:29

## Izvođači
- Rod Evans - prvi vokal
- Ritchie Blackmore - gitara
- Nick Simper - bas-gitara, prateći vokali
- Jon Lord - orgulje, klavijature, prateći voklai, žičani aranžmani u pjesmi "Anthem"
- Ian Paice - bubnjevi

### Produkcija
- Producent - Derek Lawrence
- Projekcija - Barry Ainsworth
- Bonus skladbe snimljene 1968. & 1969. (BBC Top Gear sessions 14. siječnja 1969.)
- Digitalni remastered - Peter Mew at 'Abbey Road' studio, London

## Razno
- U skladbi "Anthem", citiraju se orgulje J.S. Bacha (početak u 2:56).
- Skladba "Exposition" temelji se na tempu Beethovenove 7.  simfonije.

## Vanjske poveznice
- Discogs.com -Deep Purple  - The Book Of Taliesyn